# Joe Lean & The Jing Jang Jong (álbum)
Joe Lean & The Jing Jang Jong  es el único y primer álbum debut y álbum de estudio homónimo de la banda británica de rock: Joe Lean & The Jing Jang Jong. Es el único material discográfico que el grupo lanzó.
Este álbum a pesar de nunca haber tenido un éxito y que en la actualidad es un álbum buscado por los seguidores de culto, tuvo éxito con dos de sus sencillos que son "Where Do You Go?" y "Lonely Buoy" que llegaron a las posiciones n.º 43 y n.º 93 de la UK Singles Chart ese mismo año en su lanzamiento.
Hoy en día es considerado una rareza de álbum y es considerado como un álbum de culto y que solo tuvo dos ediciones, una lanzada por la discográfica británica: Vertigo Records que inicialmente se lanzó como demo y la segunda reedición que fue lanzado ese mismo año del 2008 por la discográfica estadounidense: Mercury Records finalmente como álbum de estudio.

## Sonido
El sonido del álbum se cataloga como indie rock, post-punk revival y también con sonidos del power pop y del jangle pop.

## Lista de canciones
Todas las canciones escritas y compuestas por Joe Lean & The Jing Jang Jong. 
| Joe Lean & The Jing Jang Jong |                               |          |  |
| N.º                           | Título                        | Duración |  |
| 1.                            | «Lucio Starts Fires»          | 02:12    |  |
| 2.                            | «In Competition»              | 02:05    |  |
| 3.                            | «Where Do You Go?»            | 02:48    |  |
| 4.                            | «Baby»                        | 03:31    |  |
| 5.                            | «Brooklyn»                    | 03:30    |  |
| 6.                            | «Dear Rose»                   | 02:57    |  |
| 7.                            | «I Ain't Sure»                | 03:17    |  |
| 8.                            | «Why Did You Break My Heart?» | 03:20    |  |
| 9.                            | «Far Too Early to Tell»       | 04:26    |  |
| 10.                           | «Lonely Buoy»                 | 02:39    |  |
| 11.                           | «Teenagers»                   | 02:39    |  |
| 12.                           | «Light and the Dark»          | 02:43    |  |
| 13.                           | «Adelaide»                    | 03:54    |  |
| 37:21                         |                               |          |  |

## Personal
Toda la música y letras y producción se encargó el mismo grupo de realizar el álbum.
- Joe Van Moyland "Joe Lean" - vocal
- Thomas Dougall - guitarra
- Dominic O'Dare - guitarra
- Maxim Barron - bajo, vocal de apoyo
- James Craig - batería